# العزيز (أسماء الله الحسنى)
العزيز، اسم من أسماء الله الحسنى جل وعلا، هو الذي لا يعجزه شيء، والشديد في انتقامه من أعدائه، والذي عز كل شيء فقهره وغلبه، والمنيع الذي لا ينال ولا يغالب، ذلت لعزته الصعاب، ولانت لقوته الشدائد الصلاب، وهب العزة لرسوله وللمؤمنين، فمن أراد العزة فليطلبها بطاعة الله، والتمسك بكتابه وسنة نبيه.

## في القرآن الكريم
اسم الله العزيز ورد اثنتين وتسعين مرة في القرآن الكريم، اقترن بأسماء كُثر
- فاقترن أحيانًا باسمه الحكيم ﴿وَاعْلَمْ أَنَّ اللَّهَ عَزِيزٌ حَكِيمٌ﴾[3]
- واقترن بالعليم ﴿ذَلِكَ تَقْدِيرُ الْعَزِيزِ الْعَلِيمِ﴾[4]
- واقترن بالغفور﴿إِنَّ اللَّهَ عَزِيزٌ غَفُورٌ﴾[5]
- واقترن بصفة (الانتقام المنتقم) سبحانه وتعالى يقول الله جل وعلا ﴿وَاللَّهُ عَزِيزٌ ذُو انْتِقَامٍ﴾[6]
- واقترن باسم الله الغفار ﴿رَبُّ السَّمَاوَاتِ وَالْأَرْضِ وَمَا بَيْنَهُمَا الْعَزِيزُ الْغَفَّارُ﴾[7]
- واقترن باسمه الحميد ﴿وَمَا نَقَمُوا مِنْهُمْ إِلَّا أَنْ يُؤْمِنُوا بِاللَّهِ الْعَزِيزِ الْحَمِيدِ﴾[8]

## أقوال العلماء في اسم الله العزيز
- يقول ابن جرير: العزيز أي الشديد في انتقامه ممن انتقم من أعدائه لذلك قال ﴿وَمَا نَقَمُوا مِنْهُمْ إِلَّا أَنْ يُؤْمِنُوا بِاللَّهِ الْعَزِيزِ الْحَمِيدِ ۝٨﴾ [البروج:8]
- قال ابن كيسان: معناه الذي لا يُعجزه شيء، ألم يقل الله :﴿وَمَا كَانَ اللَّهُ لِيُعْجِزَهُ مِنْ شَيْءٍ فِي السَّمَاوَاتِ وَلَا فِي الْأَرْضِ إِنَّهُ كَانَ عَلِيمًا قَدِيرًا﴾[9]
- يقول ابن القيم في النونية:

## العزيز، القدير، القادر، المقتدر، القوي، المتين
هذه الأسماء العظيمة معانيها متقاربة، فهو الله كامل القوة، عظيم القدرة، شامل العزة ﴿وَلَا يَحْزُنْكَ قَوْلُهُمْ إِنَّ الْعِزَّةَ لِلَّهِ جَمِيعًا هُوَ السَّمِيعُ الْعَلِيمُ ۝٦٥﴾ وذكر القرآن :﴿فَلَمَّا جَاءَ أَمْرُنَا نَجَّيْنَا صَالِحًا وَالَّذِينَ آمَنُوا مَعَهُ بِرَحْمَةٍ مِنَّا وَمِنْ خِزْيِ يَوْمِئِذٍ إِنَّ رَبَّكَ هُوَ الْقَوِيُّ الْعَزِيزُ ۝٦٦﴾ فمعاني العزة الثلاثة كلها كاملة لله العظيم:
1. عزة القوة الدال عليها من أسمائه القوي المتين، وهي وصفه العظيم الذي لا تنسب إليه قوة المخلوقات وإن عظمت. قال الله: ﴿إِنَّ اللَّهَ هُوَ الرَّزَّاقُ ذُو الْقُوَّةِ الْمَتِينُ ۝٥٨﴾[12] وقال: ﴿عَسَى اللَّهُ أَنْ يَجْعَلَ بَيْنَكُمْ وَبَيْنَ الَّذِينَ عَادَيْتُمْ مِنْهُمْ مَوَدَّةً وَاللَّهُ قَدِيرٌ وَاللَّهُ غَفُورٌ رَحِيمٌ ۝٧﴾[13]، وقال عز وجل: ﴿قُلْ هُوَ الْقَادِرُ عَلَى أَنْ يَبْعَثَ عَلَيْكُمْ عَذَابًا مِنْ فَوْقِكُمْ أَوْ مِنْ تَحْتِ أَرْجُلِكُمْ أَوْ يَلْبِسَكُمْ شِيَعًا وَيُذِيقَ بَعْضَكُمْ بَأْسَ بَعْضٍ انْظُرْ كَيْفَ نُصَرِّفُ الْآيَاتِ لَعَلَّهُمْ يَفْقَهُونَ ۝٦٥﴾[14]، وقال: ﴿وَاضْرِبْ لَهُمْ مَثَلَ الْحَيَاةِ الدُّنْيَا كَمَاءٍ أَنْزَلْنَاهُ مِنَ السَّمَاءِ فَاخْتَلَطَ بِهِ نَبَاتُ الْأَرْضِ فَأَصْبَحَ هَشِيمًا تَذْرُوهُ الرِّيَاحُ وَكَانَ اللَّهُ عَلَى كُلِّ شَيْءٍ مُقْتَدِرًا ۝٤٥﴾[15]، وقال عز وجل: ﴿فِي مَقْعَدِ صِدْقٍ عِنْدَ مَلِيكٍ مُقْتَدِرٍ ۝٥٥﴾.[16]
2. وعزة الامتناع فإنه هو الغني بذاته، فلا يحتاج إلى أحد ولا يبلغ العباد ضره فيضرونه، ولا نفعه فينفعونه، بل هو الضار النافع المعطي المانع.
3. وعزة القهر والغلبة لكل الكائنات فهي كلها مقهورة لله خاضعة لعظمته منقادة لإرادته، فجميع نواصي المخلوقات بيده، لا يتحرك منها متحرك ولا يتصرف متصرف إلا بحوله وقوته وإذنه، فما شاء الله كان وما لم يشأ لم يكن، ولا حول ولا قوة إلا به. فمن قوته واقتداره أنه خلق السماوات والأرض وما بينهما في ستة أيام، وأنه خلق الخلق ثم يميتهم ثم يحييهم ثم إليه يرجعون: ﴿مَا خَلْقُكُمْ وَلَا بَعْثُكُمْ إِلَّا كَنَفْسٍ وَاحِدَةٍ إِنَّ اللَّهَ سَمِيعٌ بَصِيرٌ ۝٢٨﴾[17]، ﴿وَهُوَ الَّذِي يَبْدَأُ الْخَلْقَ ثُمَّ يُعِيدُهُ وَهُوَ أَهْوَنُ عَلَيْهِ وَلَهُ الْمَثَلُ الْأَعْلَى فِي السَّمَاوَاتِ وَالْأَرْضِ وَهُوَ الْعَزِيزُ الْحَكِيمُ ۝٢٧﴾[18]، ومن آثار قدرته أنك ترى الأرض هامدة، فإذا أنزل عليها الماء اهتزت وربت وأنبتت من كل زوج بهيج، ومن آثار قدرته ما أوقعه بالأمم المكذبين والكفار الظالمين من أنواع العقوبات وحلول المثلات، وأنه لم يغن عنهم كيدهم ومكرهم ولا جنودهم ولا حصونهم من عذاب الله من شيء لما جاء أمر ربك، وما زادوهم غير تتبيب، وخصوصاً في هذه الأوقات، فإن هذه القوة الهائلة والمخترعات الباهرة التي وصلت إليها مقدرة هذه الأمم هي من إقدَار الله لهم وتعليمه لهم مالم يكونوا يعلمونه، فمن آيات الله أن قواهم وقُدَرَهم ومخترعاتهم لم تغن عنهم شيئاً في صد ما أصابهم من النكبات والعقوبات المهلكة، مع بذل جدهم واجتهادهم في توقي ذلك، ولكن أمر الله غالب، وقدرته تنقاد لها عناصر العالم العلوي والسفلي.

### لوازم الاسم
ومن تمام عزته وقدرته وشمولهما: أنه كما أنه هو الخالق للعباد فهو خالق أعمالهم وطاعاتهم ومعاصيهم، وهي أيضًا أفعالهم، فهي تضاف إلى الله خلقًا وتقديرًا وتضاف إليهم فعلًا ومباشرة على الحقيقة، ولا منافاة بين الأمرين، فإن الله خالق قدرتهم وإرادتهم، وخالق السبب التام خالق للمسبب، قال تعالى: ﴿وَاللَّهُ خَلَقَكُمْ وَمَا تَعْمَلُونَ ۝٩٦﴾.
ومن آثار قدرته ما ذكره في كتابه من نصره أولياءه، على قلة عددهم وعدَدِهم على أعدائهم الذين فاقوهم بكثرة العدد والعدة، قال تعالى: ﴿فَلَمَّا فَصَلَ طَالُوتُ بِالْجُنُودِ قَالَ إِنَّ اللَّهَ مُبْتَلِيكُمْ بِنَهَرٍ فَمَنْ شَرِبَ مِنْهُ فَلَيْسَ مِنِّي وَمَنْ لَمْ يَطْعَمْهُ فَإِنَّهُ مِنِّي إِلَّا مَنِ اغْتَرَفَ غُرْفَةً بِيَدِهِ فَشَرِبُوا مِنْهُ إِلَّا قَلِيلًا مِنْهُمْ فَلَمَّا جَاوَزَهُ هُوَ وَالَّذِينَ آمَنُوا مَعَهُ قَالُوا لَا طَاقَةَ لَنَا الْيَوْمَ بِجَالُوتَ وَجُنُودِهِ قَالَ الَّذِينَ يَظُنُّونَ أَنَّهُمْ مُلَاقُو اللَّهِ كَمْ مِنْ فِئَةٍ قَلِيلَةٍ غَلَبَتْ فِئَةً كَثِيرَةً بِإِذْنِ اللَّهِ وَاللَّهُ مَعَ الصَّابِرِينَ ۝٢٤٩﴾.
ومن آثار قدرته ورحمته ما يحدثه لأهل النار ولأهل الجنة من أنواع العقاب وأصناف النعيم المستمر الكثير المتتابع الذي لا ينقطع ولا يتناهى.
فبقدرته أوجد الموجودات، وبقدرته دبّرها، وبقدرته سوّاها وأحكمها، وبقدرته يحيي ويميت، ويبعث العباد للجزاء، ويجازي المحسنين بإحسانه والمسيء بإساءته، وبقدرته يقلب القلوب ويصرفها على ما يشاء الذي إذا أراد شيئًا قال له: ﴿إِنَّمَا أَمْرُهُ إِذَا أَرَادَ شَيْئًا أَنْ يَقُولَ لَهُ كُنْ فَيَكُونُ ۝٨٢﴾ قال الله: ﴿وَلِكُلٍّ وِجْهَةٌ هُوَ مُوَلِّيهَا فَاسْتَبِقُوا الْخَيْرَاتِ أَيْنَ مَا تَكُونُوا يَأْتِ بِكُمُ اللَّهُ جَمِيعًا إِنَّ اللَّهَ عَلَى كُلِّ شَيْءٍ قَدِيرٌ ۝١٤٨﴾.